# دان ك. مور
دان ك. مور (بالإنجليزية: Dan K. Moore)‏ هو محامي وقاضي وسياسي أمريكي، ولد في 2 أبريل 1906 في آشفيل في الولايات المتحدة، وتوفي في 7 سبتمبر 1986 في رالي في الولايات المتحدة. نشط حزبياً في الحزب الديمقراطي. وقد انتخب حاكم كارولينا الشمالية ‏ (8 يناير 1965 – 3 يناير 1969).

## وصلات خارجية
- دان ك. مور على موقع إن إن دي بي (الإنجليزية)